# Rajd Slovensko 1972
Rajd Slovensko 1972 (4. Rallye Slovensko 1972) – 4. edycja rajdu samochodowego Rajd Slovensko rozgrywanego w Czechosłowacji. Rozgrywany był od 22 do 24 września 1972 roku. Rajd był czwartą rundą Rajdowego Pucharu Pokoju i Przyjaźni w roku 1972 oraz czwartą runda Rajdowych Mistrzostw Czechosłowacji w roku 1972.

## Klasyfikacja rajdu
| Miejsce                                          | Kierowca                       | Pilot                          | Samochód                       | Czas                           | Strata                         |                                |
| Klasyfikacja generalna i RPPiP                   | Klasyfikacja generalna i RPPiP | Klasyfikacja generalna i RPPiP | Klasyfikacja generalna i RPPiP | Klasyfikacja generalna i RPPiP | Klasyfikacja generalna i RPPiP | Klasyfikacja generalna i RPPiP |
| ------------------------------------------------ | ------------------------------ | ------------------------------ | ------------------------------ | ------------------------------ | ------------------------------ | ------------------------------ |
| 1.                                               | Milan Žid                      | Jan Soukup                     | Škoda 120 S Rallye             | 42:52                          | -                              |                                |
| 2.                                               | Ilia Chubrikov                 | Kiro Kirov                     | Alpine-Renault A110 1600       | 43:06                          | +14                            |                                |
| 3.                                               | Oldřich Horsák                 | Jiří Motal                     | Škoda 120 S                    | 43:27                          | +35                            |                                |
| 4.                                               | Zdeněk Ponec                   | Zdeněk Turek                   | Renault 12 Gordini             | 46:53                          | +4:01                          |                                |
| 5.                                               | Marek Varisella                | Janina Jedynak                 | Polski Fiat 125p 1300          | 47:16                          | +4:24                          |                                |
| 6.                                               | Václav Blahna                  | Miloslav Čermák                | Škoda 110 L Rallye             | 50:09                          | +7:17                          |                                |
| 7.                                               | Krystian Bielowski             | Adam Masłowiec                 | Polski Fiat 125p 1300          | 50:50                          | +7:58                          |                                |
| 8.                                               | Zdeněk Kec                     | Bedřich Steuer                 | Škoda 110 L Rallye             | 51:35                          | +8:43                          |                                |
| 9.                                               | Maciej Stawowiak               | Jan Czyżyk                     | Polski Fiat 125p 1500          | 51:55                          | +9:03                          |                                |
| Klasyfikacja Rajdowych Mistrzostw Czechosłowacji |                                |                                |                                |                                |                                |                                |
| 1.                                               | Milan Žid                      | Jan Soukup                     | Škoda 120 S Rallye             | 42:52                          | -                              |                                |
| 2.                                               | Oldřich Horsák                 | Jiří Motal                     | Škoda 120 S                    | 43:27                          | +35                            |                                |
| 3.                                               | Zdeněk Ponec                   | Zdeněk Turek                   | Renault 12 Gordini             | 46:53                          | +4:01                          |                                |
| 4.                                               | Václav Blahna                  | Miloslav Čermák                | Škoda 110 L Rallye             | 50:09                          | +7:17                          |                                |
| 5.                                               | Zdeněk Kec                     | Bedřich Steuer                 | Škoda 110 L Rallye             | 51:35                          | +8:43                          |                                |